# Perameles eremiana
Espèce
Statut de conservation UICN

 EX  : Éteint
Le Bandicoot du désert (Perameles eremiana) était un petit bandicoot des régions arides du centre de l'Australie. Le dernier spécimen a été ramassé sur la "Canning Stock Route" en Australie Occidentale en 1943. L'espèce est considérée comme disparue.

## Description
Il mesurait entre 18 et 28,5 cm de long, avec une queue de la moitié de la longueur du corps, des oreilles longues et pointues, des pattes arrière velues et —  au moins dans certaines zones — un pelage d'un orange terne sur les côtés et sur le dos, un ventre plus clair. Deux raies plus foncées partaient d'entre les oreilles et couraient sur le dos jusqu'à la queue.

## Alimentation
Son régime alimentaire n'est pas connu avec précision mais il se composait, semble-t-il, surtout  de fourmis, de termites et de larves d'insectes. Il se nourrissait aussi de végétaux, de graines et de racines qu'il déterrait la nuit.

## Distribution et habitat
Les premiers spécimens décrits en 1897 ont été trouvés dans la région d'Alice Springs. Il semble avoir été abondant dans le grand Nord-Ouest de l'Australie-Méridionale, le Sud-Ouest du Territoire du Nord et la partie centrale de l'Australie-Occidentale au moins jusqu'en 1930. Il est possible que son territoire se soit étendu jusqu'au Désert du Tanami et la côte Ouest de l'Australie Occidentale entre Broome et Port Hedland.
Son habitat préféré était les déserts sablonneux avec une végétation de broussailles et de prairies.

## Mode de vie
C'était un animal nocturne qui passait sa journée dans un nid d'herbes creusé dans le sol.

## Extinction
Il semble avoir disparu entre 1940 et 1960, sans que la cause de cette disparition soit connue avec certitude. Elle pourrait être en relation avec le changement du rythme d'incendies (remplacement de petits feux réguliers par de grands feux incontrôlables) consécutif au déplacement des aborigènes. Une autre explication est l'apparition des chats et des renards.